# Joseph Amangi Nacua

Bischofswappen von Joseph Amangi Nacua

Joseph Benedict Amangi Nacua OFMCap (* 5. Januar 1945 in Mankayan; † 10. September 2022 in Lipa City) war ein philippinischer Ordensgeistlicher und römisch-katholischer Bischof von Ilagan.

## Leben
Joseph Amangi Nacua trat der Ordensgemeinschaft der Kapuziner bei, legte die Profess am 16. September 1967 ab  und empfing am 26. Juni 1971 die Priesterweihe.
Papst Benedikt XVI. ernannte ihn am 10. Juni 2008 zum Bischof von Ilagan. Die Bischofsweihe spendete ihm der Erzbischof von Tuguegarao, Diosdado Aenlle Talamayan, am 19. August desselben Jahres; Mitkonsekratoren waren Romulo Geolina Valles, Erzbischof von Zamboanga, und Julius Sullan Tonel, Prälat von Ipil. Die Amtseinführung im Bistum Ilagan fand am 9. September 2008 statt. 
Papst Franziskus nahm am 25. Februar 2017 seinen vorzeitigen Rücktritt aus gesundheitlichen Gründen an. Nacua starb am 10. September 2022 im Alter von 77 Jahren in Lipa City.